# Halkyardia
Halkyardia es un género de foraminífero bentónico de la subfamilia Halkyardiinae, de la familia Cymbaloporidae, de la superfamilia Planorbulinoidea, del suborden Rotaliina y del orden Rotaliida. Su especie tipo es Cymbalopora radiata var. minima. Su rango cronoestratigráfico abarca desde el Ypresiense (Eoceno inferior) hasta el Rupeliense (Oligoceno medio).

## Clasificación
Halkyardia incluye a las siguientes especies:
- Halkyardia bartrumi †
- Halkyardia bikiniensis †
- Halkyardia maxima †
- Halkyardia minima †
  - Halkyardia minima indica †
- Halkyardia ovata †
- Halkyardia ucrainica †